# 金川千尋
金川 千尋（かながわ ちひろ、1926年3月15日 - 2023年1月1日 ）は、日本の経営者。信越化学工業社長、会長を歴任した。

## 来歴・人物
日本統治時代の朝鮮・大邱生まれ、東京都出身。1950年に東京帝国大学法学部政治学科を卒業し、同年に極東物産(のちの三井物産)に入社。1962年2月に信越化学工業に転じ、1975年1月に取締役に就任し、常務、専務を経て、1983年8月に副社長に就任し、1990年8月には社長に昇格した。2010年6月から会長を務めた。
取締役就任翌年に、信越化学が米国のロビンテック社との合弁で設立したシンテックの合弁側持ち株を買収して100％子会社化することを提案、当時の社長・小田切新太郎が取締役会の反対を押し切り買収を決断、シンテックの経営を任された金川は世界一の塩ビメーカーに育て、信越化学グループの利益源となる超優良企業に育てた。
経営者の務めは企業価値の最大化であり、それは一時的、短期的に株主へ報いることではなく、利益の絶対額を増やし長期安定的な成長をし続けることと考え、毎年当期純利益を増やしていくことこそが、最も明瞭かつ重要な経営指標だと考えていた。
コマーシャルリスクは高くてもカントリーリスクが比較的低い国で事業を行い、そこで競争して勝つことが重要と認識、製品に寿命があるのと同じく、事業も需要がなくなった時が寿命であり、どんなに古い事業であっても、需要があり、利益が出ている限りは、まだ寿命を終えてはいないわけですから継続すべきという考えを持っていた。
経営者に必要な資質として、「執行能力」「決断力」「判断力」「先見性」、そして「誠実さと温かさ」という人格としている。
2023年1月1日午前6時5分、肺炎で死去。96歳没。

## 栄誉
- 藍綬褒章(1992年11月)

## 著書
- 『社長が戦わなければ、会社は変わらない:不況を言い訳にしない実践経営学』、東洋経済新報社、2002.12
- 『毎日が自分との戦い : 私の実践経営論』、日本経済新聞出版社、2007.7
- 『常在戦場 : 金川千尋100の実践録』、宝島社、2018.3